# فرودگاه مالدا
فرودگاه مالدا (به انگلیسی: Malda Airport) (به زبان بومی: মালদা বিমানবন্দর) یک فرودگاه همگانی با کد یاتا LDA است که یک باند فرود آسفالت دارد. این فرودگاه در کشور هند قرار دارد و در ارتفاع 3 m msl متری از سطح دریا واقع شده است.